# Showgirl: The Homecoming Tour
Showgirl: The Homecoming Tour – trasa koncertowa australijskiej piosenkarki Kylie Minogue. Jest to kontynuacja poprzedniej trasy „Showgirl: The Greatest Hits Tour”, która została przerwana przez chorobę Kylie w 2005 r.

## Wykonywane piosenki
Act 1: Homecoming (as per the tour program. On the DVD release, this act is called 'Showgirl')
- „Better the Devil You Know”
- „In Your Eyes”
- „White Diamond” (unreleased song co-written by the Scissor Sisters)
- „On a Night Like This

Act 2: Everything Taboo
- „Shocked” (contains excerpts from „Do You Dare?”, „It's No Secret”, „What Kind of Fool (Heard All That Before)”, „Keep on Pumpin’ It”, and „I’m Over Dreaming (Over You)”)
- „What Do I Have to Do?” (contains excerpts from „Closer”)
- „Spinning Around” (contains excerpts from „Step Back in Time” along with elements of „Finally” and „Such a Good Feeling”)

Act 3: Samsara
- „Confide in Me”
- „Cowboy Style”
- „Finer Feelings” (performed by backing vocalists)
- „Too Far”

Act 4: Athletica
- „Butterfly” (Sandstorm Dub interlude)
- „Red Blooded Woman” (contains excerpts from „Where the Wild Roses Grow”)
- „Slow”
- „Kids” (Duet with Bono, Dannii Minogue and occasionally performed solo with backing vocalists)

Act 5: Dreams
- „Over the Rainbow”
- „Come into My World” (performed as a ballad)
- „Chocolate”
- „I Believe in You”
- „Dreams” (contains excerpts from „When You Wish upon a Star”)

Act 6: Pop Paradiso
- „Burning Up” (contains excerpts from „Vogue”)
- „The Loco-Motion”
- „I Should Be So Lucky” (contains excerpts from „The Only Way Is Up”)
- „Hand on Your Heart”

Act 7: Dance of the Cybermen
- „Can’t Get You Out of My Head” (contains excerpts from „Rise of the Cybermen” along with elements of the „Doctor Who Theme”)
- „Light Years” (contains excerpts from „Turn It into Love” along with elements of the TARDIS dematerializing)

Encore
- „Especially for You”
- „Celebration”
- „Love at First Sight”